# レジデンツ

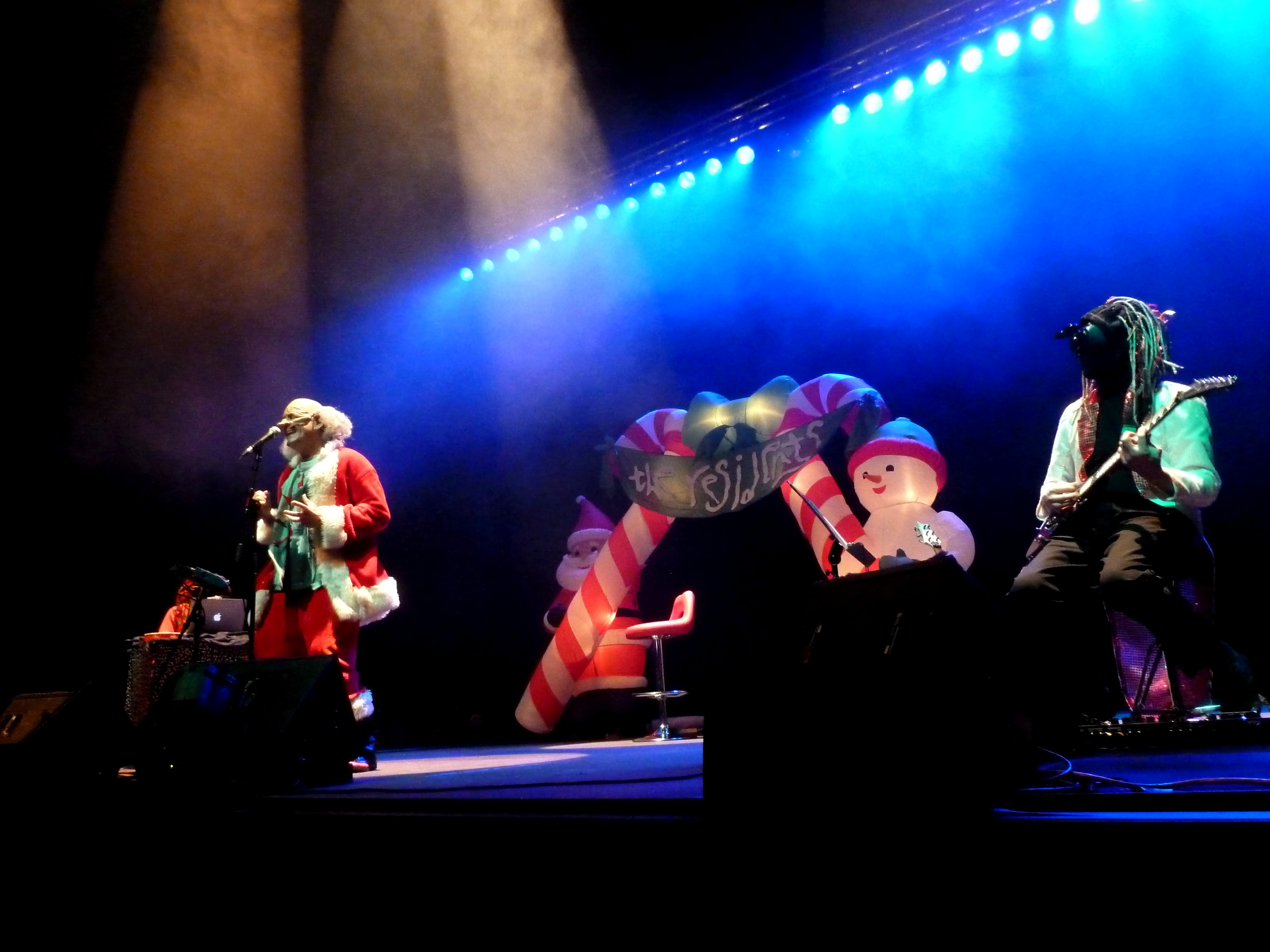
レジデンツ（2013年）

ザ・レジデンツ（The Residents）は、アメリカ南部出身の前衛音楽・実験音楽とビジュアル・アーツのグループである。エキセントリックな音楽は、先鋭的な一部の音楽ファンに知られている。彼らは1970年代前半に活動を始め、デビュー・アルバムを1974年に発表した。アルバム・クレジットやホームページによれば、過去にスネークフィンガー、フレッド・フリス（ヘンリー・カウ）、タキシードムーン、チリ・ウィリ・アンド・ザ・レッド・ホット・ペッパーズ（英国、パブ・ロック）、レナルド・アンド・ザ・ローフ、ヘリオス・クリード、Yelloらと共演している。メンバーは誰だか明かさないが、ハーディ・フォックスが死亡したことで、彼が共同創設者であったことが明らかになった。日本ではゴンチチのゴンザレス三上と、音楽評論家の湯浅学がレジデンツのファンであることを、NHK-FMの番組内で公表している。

## 概要
50年を超えるその歴史において、レジデンツは常に自分たちの生活と音楽を謎に包んできた。4人もしくは5人いるらしいメンバーたちは、メディアによるインタビューを受けることを拒み、本名も秘密のままにしている。また、レジデンツはデビュー時には、カセット・テープをフランク・ザッパやリチャード・ニクソンら、300人に送っている。
ライブや写真撮影は常に衣装をまとった姿で行なわれ、特にタキシードとトップ・ハット、そして巨大な目玉のマスクという姿が有名である。
レジデンツのインタビューや広報活動は、彼らが雇ったマネージメント・チーム「クリプティック・コーポレーション」によって行なわれている。このチームは、ホーマー・フリン、ハーディー・フォックス、ジェイ・クレム、ジョン・ケネディがメンバーである。1976年に彼らこそがレジデンツのメンバーではないかという噂が流されたが、クリプティック・コーポレーションはこれを否定している。彼らの正体については他にも数多くの噂がある。

## 略歴

### キャリア：1970年代
レジデンツの出身地はルイジアナ州のシュリーブポートであり、1960年代にそこの高校でメンバーたちは知り合った。1966年に彼らはカリフォルニア州サンフランシスコを目指して西に向かうが、サンマテオで車が故障したことからそこに留まることにした。
彼らは生活の手段として、テープ・マシンや写真といった、何かしら「芸術」に関連していることの実験に手を出すようになった。彼らのことはやがて口コミで広まり、1969年にはイギリス人のギタリストであるフィリップ・リスマン（スネークフィンガー）と、リスマンがババリアで出会ったN・セナダがレジデンツのもとにやってきて、そのまま彼らと行動を共にするようになった。
彼ら2人のヨーロッパ人はレジデンツに大きな影響を与え、リスマンのギター演奏は指が蛇のように動いたことから、彼はスネークフィンガーと呼ばれるようになった。
彼らは音楽的素養はあまりなかったが、粗雑な録音機材や楽器を購入してテープ作りに取り組むようになる。最も初期のパフォーマンスの1つはカリフォルニア州バークレーのロングブランチで行なわれた。
1970年までには2つのテープ、『医者のための錆び付いたコートハンガー』と『剥製の引き金のバラード』が完成した。1971年には第3のテープをワーナー・ブラザースのハル・ハルバースタットに送りつけるものの、キャプテン・ビーフハートと仕事をした経験のある彼でも『Warner Brothers album』には興味を示さず、ワーナーにも拒絶されてしまった。そしてグループは返却先の住所に宛名を記していなかったので、拒絶の通知は「当該住所の住人（レジデンツ）」宛に送られてきた。これがグループ名の由来である。
レジデンツ名義で行なわれた最初のパフォーマンスはサンフランシスコのボードハウス・クラブで行なわれたもので、1971年のことだった。同年に彼らはもう1つテープを作成した。『ベイビー・セックス』という名のついたテープの表紙は、デンマークのポルノ雑誌から流用した。
1972年に彼らはサンフランシスコへと移り「ラルフ・レコード (Ralph Records)」を設立する。この頃にレジデンツはN・セナダの「無名の理論」を取り入れるようになった。これはつまり、外部の期待や影響を排除することによってのみ、アーティストは純粋な芸術を生み出すことができるというものである。
同年末、二枚組シングル『サンタドッグ』をクリスマスシーズンにリリースされ、タイトルトラック(当初は「ファイア（Fire)」として出版された)は最も有名な曲の1つ。EPのほとんどのコピーは、フランク・ザッパやリチャード・ニクソンなどの親しい友人、家族、有名人に送った。EPの楽曲は、主に短いパーカッシブ作品、シュルレアリスムの歌詞とチャント、テープ・ループ、さらにはサンプリング構成されている(当時は一般的ではなかった)。すべてのトラックは、異なる架空のアーティストとソングライターにクレジットされている。
1974年にリリースされた最初のアルバム『ミート・ザ・レジデンツ』が発売されたが、当時のセールスは40枚ほどしか売れず、全く話題にならなかった。発売当初のジャケットは『ミート・ザ・ビートルズ』のパロディで、ビートルズの写真を落書きしている。それに対してEMIとキャピトルから抗議、さらに訴訟を起こすと恐れて、ジャケットを変えて再発売された。新しいジャケットは、ビートルズのテーマを維持したまま、ビートルズのスーツを着た海の生き物が使われているが、1988年の再販時はオリジナルジャケットに戻され、以降2022年現在も使用し続けている。
同時期に映画『ヴィレネス・ファット』制作開始し、14時間以上掛けて撮影行った後、グループは何の理由もなく制作を放棄され没となった。その後1984年に再編集され『Whatever Happened to Vileness Fats?』としてVHSで公開された。
1976年のアルバム『ザ・サード・ライヒンロール』のタイトルはナチスの第三帝国（サード・ライヒ）からとられ、音楽業界の重鎮たちの姿がまるでナチスのように加工された写真やイラストが、アルバムのジャケットに飾られた。レコードの各面にはそれぞれ1曲ずつ（約17分30秒）が収録され、どれも古典的なロックンロール・ソングが切り刻まれて再編集され、ボーカルとパーカッションとテープ・ノイズがオーバーダブによりちりばめられた内容になっている。
1976年のアルバム『フィンガー・プリンス』は世界初の3面アルバム(2枚のうち一枚が片面にスタンパーされていないブランク)としてリリース予定だったが 、この発想は非実用性であるとラルフ・レコードが拒否したため、最終的には1枚でリリースする事となった。本作に収録予定だったいくつかの楽曲はファンクラブ限定のEP盤『ベビー・フィンガーズ』収録され、1988年にCD化された際ボーナストラックとして収録された。
1977年のEP盤『ダック・スタブ』は本作でブレイクを果たした。だかEP盤の音質は劣ったことが分かり、彼らはサウンドを改善するためにアルバムで再リリースすることに決めた。彼らは『バスター&グレン』と呼ばれる同様の未発表のEPを取り、それを新しいアルバムのB面にし翌年11月にリリースされ、後に単にと『ダック・スタブ』改名された。
それから彼らは「無名の理論」を論理的に発展させ、発表しないことを念頭に置いたアルバム『ノット・アヴェイラブル』を1974年に録音した。彼らはこのアルバムをお蔵入りにし、誰もがその存在を忘れてしまった時点で発表しようとしたのである。しかし彼らがアルバムのことを忘れかけていた1978年に、レコード会社は契約の義務からこのアルバムを一般に発表してしまった。

### 1980年代以降のキャリア
また『エスキモー』（1980年）は音楽的でない音やパーカッション、言葉にならない声などから構成された曲が収録されたアルバムで、これらは（伝統的な意味での）歌というよりも、物語の台詞のない実況中継のようであった。このアルバムはグラミー賞にノミネートされかけた。後に彼らはアルバムの「曲」をディスコ調にアレンジし、『ディスコモー』という名のEPにして発表した。『エスキモー』はサラウンド・サウンド付きオーディオDVDとして2003年に再発表された。
そして従来のポップソングが、3分ほどの間に歌メロとサビが3回ずつ繰り返される形式を持っているのに対し、『コマーシャル・アルバム』（1980年）には歌メロとサビが約1分間に1回ずつ演奏される曲が40曲収録されている。これらの曲はCMソングの雰囲気を持っているものの、どんな既存の商品もしくはサービスを宣伝するようなものでもない。レジデンツはこのアルバムを宣伝するために、サンフランシスコで最も人気のあるラジオ局のスポットCMを1分ずつ40スポット購入した。これによりアルバムの各曲が3日にわたり、このラジオ局から流されることになったのである。ビルボード誌はこのことを記事に取り上げ、果たしてこれは芸術行為なのか、それともただの宣伝だろうかと不思議がった。
レジデンツはミュージック・ビデオの先駆者としても知られている。MTVが放送を開始したばかりのころは、流せるビデオがまだ全体的に少なかったため、彼らのビデオがよく流されていた。彼らの最初期のビデオは、ニューヨークの近代美術館の永久コレクションにも含まれている。これらのビデオは2001年に発表された『イッキー・フリックス』というDVDに収められており、このDVDには全ての曲の再録バージョンが聴ける特典も付いている。
さらに、アルバム『マーク・オブ・ザ・モール』およびその続編などが発表され、有名な手品師のペン・ジレットが毎晩ナレーションを行なう、初の公式ツアーも行なわれた。「モール3部作」は未だ最後のアルバムが発表されていない。
これに続いて彼らは「アメリカの作曲家シリーズ」を発表する。これにはジョージ・ガーシュウィンとジェームズ・ブラウンなどといった組み合わせで、レコードの片面それぞれにアメリカの有名な作曲家のカバー曲が収録された。しかし法的に厄介なことになるのを避けるため、このシリーズは最初の発表以来、無期限延期された。
1980年代中期にはスネークフィンガーと共にモールショー以来となる公式ツアー『13周年ショー』が開催され、初の日本公演も行われた。ツアー開始直後メンバー1人の目玉マスクが盗まれてしまったため、巨大なドクロのマスクが新たに登場することとなった。盗まれたマスクは犯人がどこに住んでいるかをつきとめ、逆に盗み返してきた熱烈なファンのおかげで1985年に戻ってきた。しかしこのマスクは「穢れた」ものとみなされ、魂のこもっていない無用な抜け殻になったとしてその後は使用されていない。2015年にも再び同様の事件が発生し、未だに見つかっていない。
ツアー終了後の1987年、スネークフィンガーがヨーロッパツアー中に心臓発作で急逝、彼の葬儀はイギリスに行われたため。彼らと他の多くの共通の友人は礼拝に出席できなかったため、8月24日にサンフランシスコで「スネーキー・ウェイク」として独自のパフォーマンス/集会を開催され。後にファンクラブCDでリリースされた。
コンセプトアルバム『ゴッド・イン・スリー・パーソンズ』は2人の結合双生児と友達になる、任意に「ミスターX」という名前の男について描かれている。曲はすべて、トーキングブルースに似たリズミカルな話し言葉の方法で歌われてる。スネークフィンガーの参加も決まっていたが、上記の通り録音直前に急逝したため実現しなかった。アルバムのほとんど楽曲のナレーションを抜いたサウンドトラックアルバムも発売された。
エルヴィス愛をテーマに据えた1989年のアルバム『KING & EYE』リリースされ、三つの組曲に分けて演じるパフォーマンス「CUBE-E - THE HISTORY OF AMERICAN MUSIC IN 3 E-Z PIECES」と題したライブも行った。
他にもレジデンツはマルチメディアCDを早く発表したことでも知られており、CD-ROMの『フリークショウ』などは『エンターテインメント・ウィークリー』誌に「最良のエンターテイメント・ソフトウェア」として選ばれたこともある。さらに彼らは『Census Taker』や『ピー・ウィーのプレイハウス』、ディスカバリー・チャンネルの自然番組『Hunters』といった映画やテレビ番組のサウンドトラックに曲を提供しているほか、MTVのいくつかのCMの音楽も手がけている。現在でもレジデンツは新しい作品を発表し続けており、絶版になったアルバムの特別版の再発（彼らは700以上の曲を手がけてきた）や、DVDの発表にも力を入れている。彼らはツアーも行なうが、頻度はとても少ない。
1990年代半ばからはモリー・ハーヴィーという歌手が、よく彼らとアルバムの録音およびライブ活動を共にするようになったが、レジデンツは自らを完全に匿名の存在だと考えているために、彼女はバンドのメンバーというよりも、むしろスネークフィンガーのような一時的（あるいは継続的）なゲスト・スターとされている。
また最近の彼ら（正確にはクリプティック・コーポレーション）は、eBayにおいて過去のライブなどで使われた、様々な備品や小道具を売りに出している。
2012年末にデビュー40周年を記念して100を超えるレジデンツのカタログをすべて詰め込んだ10万ドル（約820万円）の限定ボックスセットの冷蔵庫入り「Ultimate Box Set」をリリースした。 LP40枚やCD50枚に加え、シングル、EP、DVD、CD-ROMなど、目玉マスクも含んだ全てのアイテムは冷蔵庫に収納されている。10セット限定販売され、そのうち売れたのは2セットのみ。
2017年にCherry Red Recordsに移籍、 同年3月BLUE NOTE TOKYOで32年ぶりの来日公演が行われた。
レジデンツメンバー「チャールズ・ボバック (Charles Bobuck)」は、2015年に体調不良でライブツアーを引退し制作に専念するとしたが、翌年秋に脱退してソロ活動を開始し、同時期にハーディ・フォックスもクリプティック・コーポレーションを退社した。2017年10月1日にハーディ・フォックスによって自身のウェブサイトで「ハーディ・フォックスの有用な仮名」であると明かした。フォックスは2018年10月30日に脳腫瘍より73歳で死去。

## ディスコグラフィ

### スタジオ・アルバム
- 『ミート・ザ・レジデンツ』 - Meet the Residents (1974年)
- 『ザ・サード・ライヒンロール』 - The Third Reich 'n Roll (1976年)
- 『フィンガープリンス』 - Fingerprince (1977年)
- 『ノット・アヴェイラブル』 - Not Available (1978年)
- 『ダック・スタブ、バスター&グレン』 - Duck Stab/Buster & Glen (1978年)
- 『エスキモー』 - Eskimo (1979年)
- 『コマーシャル・アルバム』 - Commercial Album (1980年)
- 『マーク・オブ・ザ・モール』 - Mark of the Mole (1981年)
- 『ザ・チューンズ・オブ・トゥー・シティーズ』 - The Tunes of Two Cities (1982年)
- Title in Limbo (1983年) ※with レナルド・アンド・ザ・ローフ
- 『ジョージ&ジェームズ』 - George & James (1984年)
- Whatever Happened to Vileness Fats? (1984年)
- 『ザ・ビッグ・バブル』 - The Big Bubble: Part Four of the Mole Trilogy (1985年)
- 『スターズ&ハンク・フォーエヴァー』 - Stars & Hank Forever: The American Composers Series (1986年)
- 『ゴッド・イン・スリー・パーソンズ』 - God in Three Persons (1988年)
- The King & Eye (1989年)
- Freak Show/Freak Show Soundtrack (1990年)
- Our Finest Flowers (1992年)
- Gingerbread Man (1994年)
- Have a Bad Day (1996年)
- 『ワームウッド』 - Wormwood: Curious Stories from the Bible (1998年)
- 『イッキー・フリックス オリジナル・サウンドトラック・レコーディング』 - Icky Flix (Original Soundtrack Recording) (2001年)
- 『ディーモンズ・ダンス・アローン』 - Demons Dance Alone (2002年)
- 『アニマル・ラヴァー』 - Animal Lover (2005年)
- 『WB:RMX』 - WB:RMX (2004年) ※『Warner Brothers album』のリミックス
- 『ザ・キング&アイ:RMX』 - The King & Eye: RMX (2004年) ※『The King & Eye』のリミックス
- Tweedles! (2006年)
- The Voice of Midnight (2007年)
- The Bunny Boy (2008年)
- The Ughs! (2009年)
- Lonely Teenager (2011年)
- Coochie Brake (2012年) ※『Sonidos de la Noche』として制作された作品
- Mush-Room (2013年) ※後にCharles Bobuck名義でクレジット
- 『ゴースト・オブ・ホープ』 - The Ghost of Hope (2017年)
- 『シン・レジデンツ もしくはレジデンツのドンとやってみよう!』 - I am a Resident! (2018年)
- 『イントルーダーズ』 - Intruders (2018年)
- Metal, Meat & Bone – The Songs of Dyin’ Dog (2020年)

### ライブ・アルバム
- 『モール・ショー・ライブ・アット・ザ・ロキシー』 - The Mole Show Live at the Roxy (1983年)
- 『アイボール・ショー - ライブ・イン・ジャパン』 - 13th Anniversary Show: Live in Japan (1986年)
- The 13th Anniversary Show Live in the U.S.A. (1986年)
- 13th Anniversary Show – Live In Holland (1987年)
- The Mole Show Live in Holland (1989年)
- Cube E: Live in Holland (1990年)
- Live at the Fillmore (1998年)
- Wormwood Live (1999年)
- 『ロード・ワームズ ザ・ベルリン・セッションズ』 - Roadworms: The Berlin Sessions (2000年)
- The Way We Were (2005年)
- 『キューブ-E・ボックス』 - Cube-E (2006年)
- Talking Light Bimbo's (2011年)
- The Wonder of Weird (2014年)
- Shadowland (2015年)
- 『イン・ビトウィーン・ドリームス〜ライヴ・イン・サンフランシスコ』 - In Between Dreams (2019年) ※CD&DVD
- Bunny Boy: Live in Frankfurt (2021年)

### コンピレーション・アルバム
- Nibbles (1979年)
- Residue of the Residents (1983年) ※後に『レジデュー・ドゥー』 - Residue Deuxとして再発
- 『メモリアル・ヒッツ』 - Memorial Hits (1985年)
- Heaven? (1986年)
- Hell! (1986年)
- 『25周年記念BOX うんざりするほどぎゅう詰めの宴』 - Our Tired, Our Poor, Our Huddled Masses (1997年)
- 『レジデンツ25周年記念アルバム:レジデンツのあゆみ』 - Twenty-Five Years Of Eyeball Excellence (1998年)
- 『ペッティング・ズー』 - Petting Zoo (2002年)
- Kettles of Fish on the Outskirts of Town (2003年)
- Best Left Unspoken... Vol. 1 (2006年)
- Best Left Unspoken... Vol. 2 (2006年)
- Best Left Unspoken... Vol. 3 (2007年)
- Smell My Picture (2008年)
- Ten Little Piggies (2009年)
- The Delta Nudes' Greatest Hiss (2013年) ※初期デモ音源集
- 『80エイチング・オーファンズ - 45イヤーズ・オブ・ザ・レジデンツ』 - 80 Aching Orphans (2017年)
- 『モール・ボックス:コンプリート・モール・トリロジー・プリザーヴド』 - Mole Box (2019年)
- 『ア・ニッケル・イフ・ユー・ディックス・ディス・ビッグ (1971-1972)』 - A Nickle if Your Dick's This Big (1971-1972) (2019年)

### シングル / EP
- Santa Dog (1972年)
- "Satisfaction" (1976年)
- The Beatles Play the Residents and the Residents Play the Beatles (1977年)
- Duck Stab! (1978年)
- "Santa Dog '78" (1978年)
- Babyfingers (1979年)
- 『ディスコモー、グースバンプ』 - Diskomo / Goosebump (1980年)
- The Commercial Single (1980年)
- 『インターミッション』 - Intermission: Extraneous Music from the Residents' Mole Show (1982年)
- "It's a Man's Man's Man's World" (1984年)
- "Kaw-liga" (1986年)
- "Hit the Road Jack" (1987年)
- "Double Shot" (1988年)
- "Holy Kiss of Flesh" (1988年)
- "Don't Be Cruel" (1989年)
- "Rushing Like a Banshee" (2016年)
- 『ディスコモー 2000』 - "Diskomo 2000" (2000年)
- "Die! Die! Die!" (2020年)
- "Bury My Bone" (2020年)

### 映像作品
- The Mole Show/Whatever Happened to Vileness Fats? (1984年) ※VHS
- The Eyes Scream: A History of the Residents (1991年) ※VHS。with ペン・ジレット（ホスト）
- Twenty Twisted Questions (1992年) ※レーザーディスク
- 『イッキー・フリックス DVD』 - Icky Flix (2001年) ※DVD
- 『エスキモー DVD』 - Eskimo (2002年) ※DVD
- Disfigured Night (2002年) ※DVD
- Demons Dance Alone (2003年) ※DVD
- 『コマーシャル・アルバム DVD』 - The Commercial Album DVD (2004年) ※DVD
- The Residents play Wormwood (2005年) ※DVD
- Is Anybody Out There? (2009年) ※DVD
- Randy's Ghost Stories (2010年) ※DVD
- Talking Light Bimbo's (2011年) ※DVD
- 『めだまろん/ザ・レジデンツ・ムービー』 - Theory of Obscurity: a film about The Residents (2015年) ※ドキュメンタリー映画

### その他
- Freak Show (1992年) ※コミック
- 『フリークショウ』 - Freak Show (1994年) ※CD-ROM
- Bad Day on the Midway (1995年) ※CD-ROM
- The River of Crime (2006年) ※ポッドキャスト